# Guldiner
Guldiner oder Guldengroschen war das silberne Äquivalent des Goldguldens Ende des 15. und Anfang des 16. Jahrhunderts. Er war ein Vorläufer des Talers bzw. Reichstalers. Geprägt wurde er erstmals um 1480 in geringer Stückzahl in der Münze Hall.
Ein ähnlicher Begriff ist der Dukaton, der das silberne, in Italien und den Niederlanden geprägte und im 16. und 17. Jahrhundert auch im deutschen Sprachraum kursierende Äquivalent des goldenen Dukatens war.

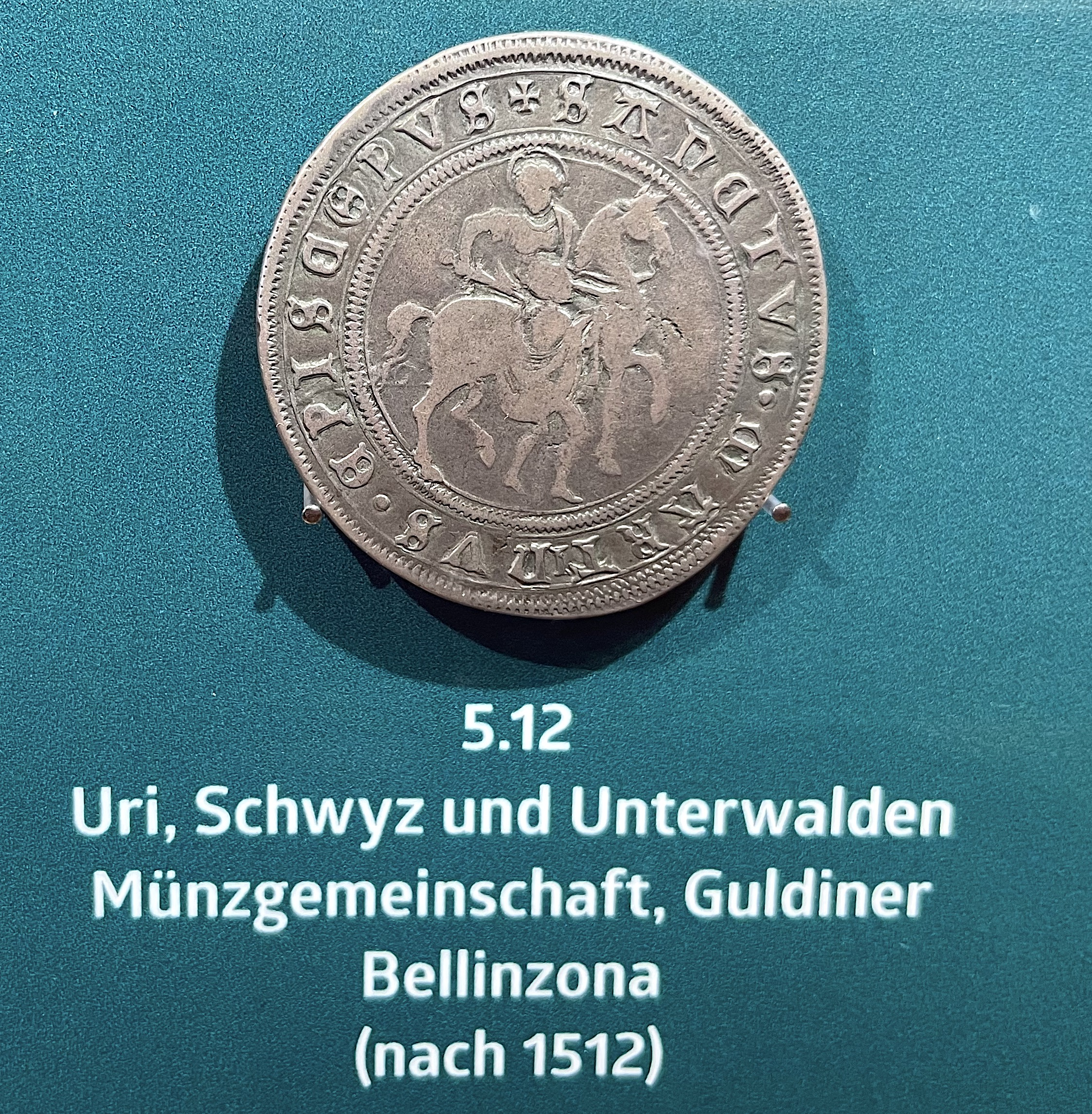
Guldiner aus Bellinzona
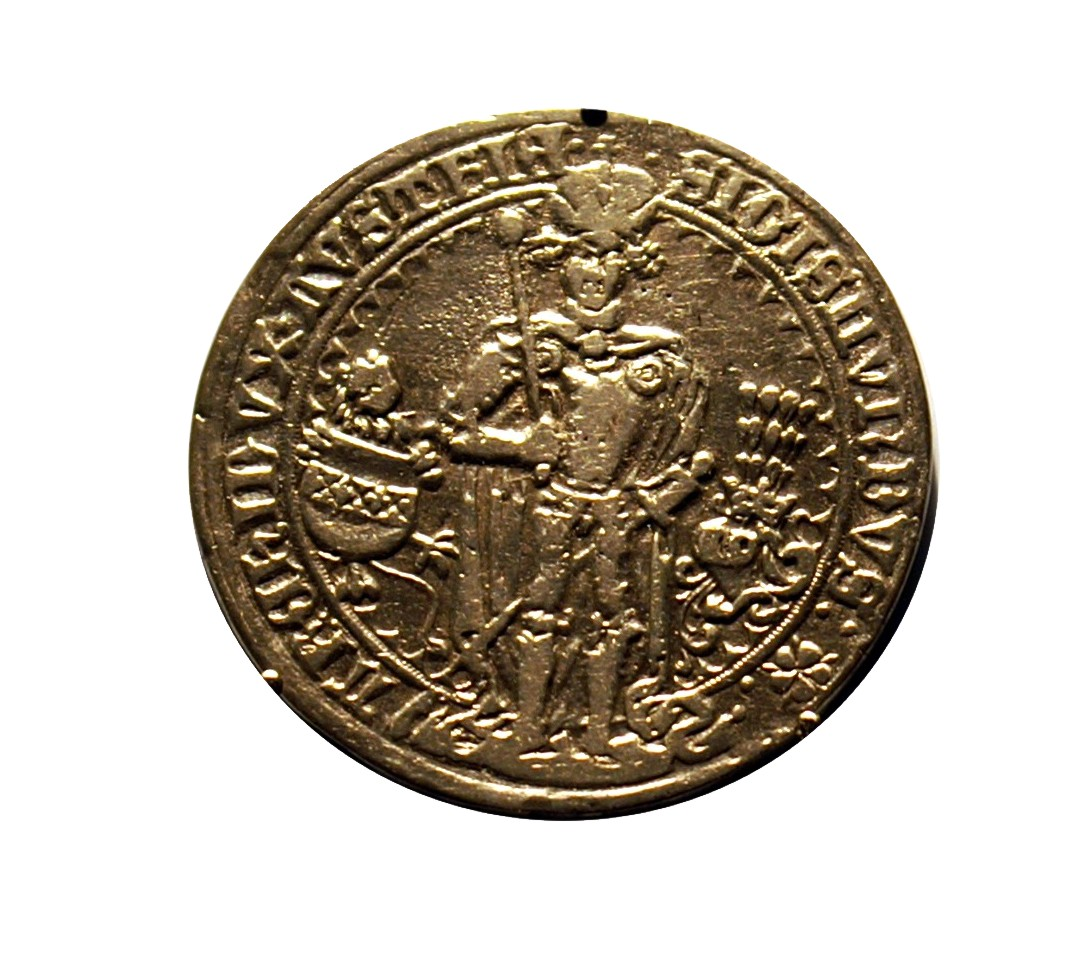
Realer Guldiner
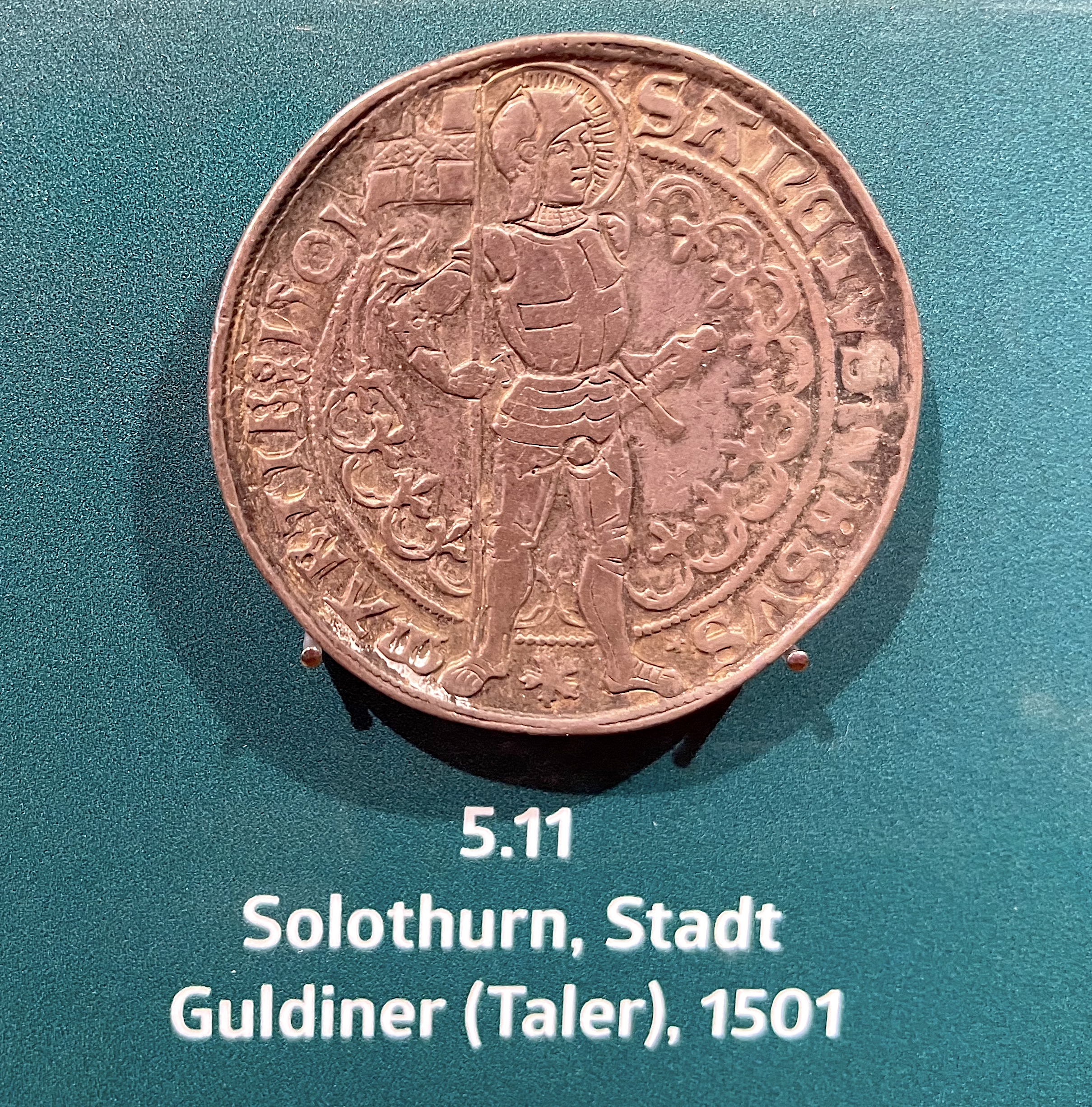
Guldiner aus Solothurn